# Erupción vulcaniana

Erupción vulcaniana: 1 Columna eruptiva, 2 Lapilli, 3 Fuente de lava, 4 Lluvia de ceniza volcánica, 5 Bomba volcánica, 6 Colada de lava, 7 Capas de lava y ceniza, 8 Estrato, 9 Lámina, 10 Chimenea, 11 Cámara magmática, 12 Dique.

Las erupciones vulcanianas son erupciones volcánicas de tipo explosivo. El material magmático liberado es más viscoso que en el caso de las erupciones hawaianas o estrombolianas; consecuentemente, se acumula más presión desde la cámara magmática conforme el magma asciende hacia la superficie. Se forman grandes columnas eruptivas que pueden alcanzar entre los 5 y 10 kilómetros de altura. 
La violencia de las explosiones se debe a la obstrucción del conducto volcánico por lavas anteriormente emitidas y ahora solidificadas. Los gases se acumulan debajo de los tapones de roca, hasta liberarse de manera explosiva cuando la presión ejercida supera la resistencia de estos.
La eclosion de magmas andesíticos (intermedios), con una viscosidad considerable, desencadenan con frecuencia este tipo de actividad.